# Поезд жизни
«Поезд жизни» (фр. Train de vie) — кинофильм режиссёра Раду Михайляну, вышедший на экраны в 1998 году.

## Сюжет
Лето 1941 года. Жители одного восточноевропейского еврейского местечка, прослышав о приближении фашистов, о деяниях которых ходят самые страшные слухи, принимают радикальное решение: инсценировать собственную депортацию и таким образом не только избежать смерти, но и прорваться в Россию, а затем в Палестину. Всё население местечка принимается за работу: заготавливают провизию и одежду, закупают и ремонтируют всё необходимое, в том числе несколько вагонов и старый паровоз. Комендантом поезда и начальником «конвоя» назначается Мордехай, который должен в кратчайшие сроки научиться говорить по-немецки без какого-либо акцента.

## В ролях
- Лионель Абелански — Шломо
- Рюфюс — Мордехай
- Клеман Арари — рабби
- Мишель Мюллер — Йосси
- Агата де ла Фонтен — Эстер
- Йохан Лейзен — Шмехт
- Бруно Абрахам-Кремер — Янекеле
- Гад Эльмалех — Манзату

## Награды и номинации
- 1998 — два приза Венецианского кинофестиваля: приз ФИПРЕССИ за лучшую первую работу и награда Anicaflash Prize.
- 1998 — приз критиков и приз зрительских симпатий на кинофестивале в Сан-Паулу.
- 1999 — две номинации на премию «Сезар»: лучший сценарий (Раду Михайляну) и самый многообещающий актер (Лионель Абелански).
- 1999 — премия «Давид ди Донателло» за лучший зарубежный фильм (Раду Михайляну).
- 1999 — призы зрительских симпатий на кинофестивалях в Хэмптонсе и Майами, а также на фестивале «Санденс».